# یخچال بیافو
یخچال بیافو (بیافو گلیشیر) یک یخچال طبیعی با طول ۶۷ کیلومتر در کوه‌های قراقروم در گلگت-بلتستان پاکستان است. یخچال بیافو  در ارتفاع ۵٬۱۲۸ متری و در گذرگاه هیسپار لا به یخچال ۴۹ کیلومتری هیسپار می‌پیوندد و بزرگ‌ترین مجموعه یخچالی خارج از مناطق قطبی زمین را پدید می‌آورد. این بزرگراه یخی دو پادشاهی کوهستانی قدیمی نگر در غرب و بلتستان در شرق را به یکدیگر متصل می‌سازد.
یخچال بیافو پس از یخچال فدچنکو به طول ۷۷ کیلومتر در تاجیکستان و یخچال سیاچن به طول ۷۰ کیلومتر (تحت کنترل دولت هند)، سومین یخچال طولانی زمین در خارج از مناطق قطبی است.